# Asesinato de Jessie Earl
Jessie Earl (Inglaterra; 16 de diciembre de 1957 - Cabo Beachy, Sussex Oriental; c. 15-18 de mayo de 1980) era una joven británica de 22 años que desapareció de Eastbourne, en la costa sur de Inglaterra, en mayo de 1980. No fue hasta 1989 cuando se descubrieron sus restos en la espesa maleza del cabo Beachy, donde solía pasear.
La investigación sobre su muerte fue criticada y suscitó una considerable controversia a largo plazo tras concluirse que no había "pruebas suficientes" para determinar si había sido asesinada, a pesar de que se la había encontrado con el sujetador atado a las muñecas y sin ninguna otra prenda ni pertenencia. Sus padres insistieron en que debía haber sido asesinada, pero la investigación sobre su muerte registró un veredicto abierto, lo que llevó a que las pruebas forenses clave fueran destruidas en 1997, ya que el caso no había sido clasificado como asesinato. A pesar de ello, en 2000 la policía de Sussex abrió una investigación por asesinato tras nuevas pesquisas forenses, en el lugar de los hechos, de testigos y patológicas, afirmando que creían que había sido asesinada.
En 2020, sus padres solicitaron que el Fiscal General abriera una nueva investigación sobre su muerte para volver a clasificarla formalmente como asesinato. Esta petición fue aprobada en diciembre de 2021, y una segunda investigación en mayo de 2022 revocó el veredicto abierto y concluyó que había sido asesinada. Se señaló además que lo más probable era que la hubieran atado con su sujetador a un árbol junto al que fue encontrada, y que "posiblemente" había sido agredida sexualmente. El forense afirmó que sus padres habían sido "víctimas de una injusticia sustancial".
El asesino en serie y agresor sexual Peter Tobin, que vivía en la zona en aquella época, fue sospechoso del asesinato de Earl y el caso se investigó en el marco de la Operación Anagrama, que se había puesto en marcha a finales de la década de 2000 para investigar los vínculos entre Tobin y asesinatos sin resolver. La desaparición y el asesinato de Earl están relacionados con la desaparición de otra joven de Beachy Head en 1988, Louise Kay, de 18 años. El cadáver de Earl fue encontrado en la misma área menos de un año después. Tobin era también el principal sospechoso del presunto asesinato de Kay.

## Antecedentes
Jessie Victoria Earl era hija de Valerie y John Earl, y fue descrita como una joven "fuerte e independiente". Era estudiante de arte en el Eastbourne College of Art and Design (luego renombrado como East Sussex College). Disfrutaba escribiendo sobre la naturaleza y estando en ella, y le gustaba pasear por la costa de Sussex. Su lugar favorito para pasear era la zona del cabo Beachy, donde le gustaba quedarse a leer.

## Desaparición
El jueves 15 de mayo de 1980, Earl llamó a casa desde una cabina telefónica del paseo marítimo de Eastbourne. Cuando Earl no llegó el viernes, sus padres no se preocuparon demasiado. Simplemente les preocupaba que no les hubiera llamado para decirles que había cambiado de planes, pues siempre les avisaba cuando lo hacía.
Al día siguiente, 17 de mayo, Valerie, la madre de Jessie, cogió el tren a Eastbourne para averiguar qué había pasado. Al abrir la puerta de la habitación de Jessie en Upperton Gardens, sintió inmediatamente que algo iba mal. Había platos sucios sobre la mesa, un libro y las gafas de lectura de Jessie en el suelo, y su bolso sobre la cama. Parecía que la habitación había sido abandonada, como si se hubiera marchado brevemente y no hubiera vuelto. Sus amigos dijeron que no la habían visto desde el miércoles. No había nada en el diario de Earl que indicara por qué había desaparecido. Earl tenía 22 años en aquel momento. Los perros rastreadores de la policía rastrearon la zona y se buscó pistas en el apartamento de Jessie, mientras se distribuían carteles de persona desaparecida. Después de tres semanas, la policía de Sussex sobrevoló los South Downs en helicóptero, utilizando un escáner térmico con la esperanza de encontrar algo. Después de no encontrar rastro de la joven, la investigación se redujo. Sus padres siguieron haciendo campaña y aparecieron en el programa de entrevistas Wogan de la BBC y en Crimewatch para pedir información.

## Descubrimiento del cuerpo

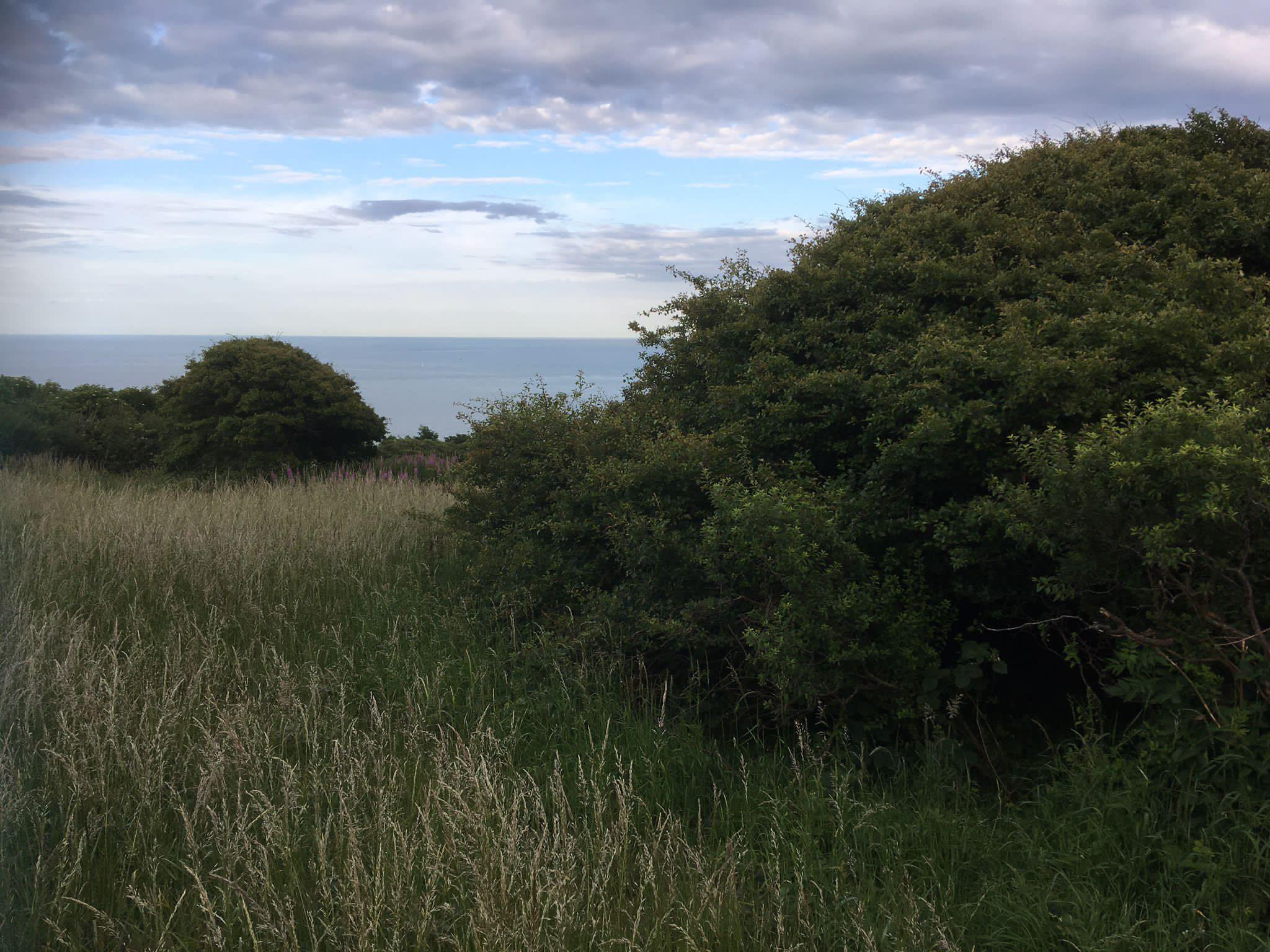
En 1989 se encontró el cuerpo de Earl en el matorral de la derecha de esta imagen. Hoy parece haberse convertido en una guarida, con una notable abertura en la maleza

El cuerpo de Earl fue localizado en 1989. Una niña de ocho años había estado volando una cometa en Beachy Head y perdió el control de la cometa a causa del viento. La cometa quedó atrapada en un matorral cubierto de maleza y, cuando el padre de la niña se adentró en el matorral para recuperarla, descubrió un esqueleto, que eran los restos de Earl. La única prenda de ropa que encontró la policía fue un sujetador, atado alrededor de las muñecas de Earl. Aparte de esto, había estado desnuda. Faltaban su anillo de plata, su reloj, su bolso de cuero y su inhalador para el asma. Los forenses sólo pudieron determinar que Earl había muerto en el lugar de los hechos. Los agentes despejaron una zona de 20 metros cuadrados alrededor del lugar donde fue encontrada, que luego fue excavada y el suelo minuciosamente examinado en busca de pruebas. Un equipo voluntario de detectores de metales dirigido por un arqueólogo buscó en los acantilados y encontró objetos como joyas y hebillas de cinturón, aunque no ayudaron a la investigación.
En la investigación de 2022 sobre la muerte de Earl, se reveló que "probablemente" la habían atado a un árbol con su sujetador, ya que la mayoría de sus huesos se encontraron junto a un árbol y el sujetador se había "encontrado muy cerca de la base del árbol". La investigación concluyó posteriormente que "posiblemente" había sido agredida sexualmente.

### Investigación inicial
Cuatro meses después del hallazgo del cadáver, el juez de instrucción emitió un veredicto abierto, alegando "falta de pruebas" que demostraran la causa de la muerte. Sin embargo, los padres de Earl insistieron en que la niña nunca se habría escapado y que debía haber sido asesinada. Un informe policial de 1980 había llegado a la conclusión de que Earl debió suicidarse debido a la "presión de los exámenes" y a la "depresión por una serie de alergias que sufría", y una segunda investigación de 2022 destacaría más tarde que éste era uno de los motivos por los que no se había investigado seriamente el caso.

## Investigación posterior en 2000
En el año 2000, tras las investigaciones forenses, de la escena del crimen, de testigos y de patología, la policía registró su muerte como asesinato. Se inició una investigación por asesinato, y el inspector jefe de detectives que dirigía la investigación comentó: "Creemos que Jessie fue asesinada". Sin embargo, dado que la muerte de Earl nunca se había clasificado oficialmente como asesinato, las pruebas forenses clave habían sido destruidas por la policía en 1997. Esto incluía el sujetador y la tierra en la que Earl había sido encontrado, almacenados después. Al abrirse la investigación por asesinato en el año 2000, las pruebas no podían ser analizadas utilizando técnicas forenses modernas, algo que fue considerado un "error significativo" por el investigador principal de la investigación de 2000, Steve Dennis.

## Sospechas de Peter Tobin
A finales de la década de 2000 surgió un nuevo sospechoso, el asesino en serie y agresor sexual Peter Tobin, que había matado a Angelika Kluk, de 23 años, en Glasgow (Escocia) en 2006, pero al que posteriormente se relacionó con dos casos de personas desaparecidas desde 1991, después de que la policía sospechara que era responsable de otros numerosos asesinatos. Los cadáveres de las dos jóvenes aparecieron enterrados en su antigua casa de Margate. La policía puso en marcha la Operación Anagrama tras su asesinato en 2006, con el objetivo de rastrear los movimientos pasados de Tobin e investigar si podía estar relacionado con asesinatos sin resolver. El caso de Jessie Earl fue uno de los principales casos que volvió a investigar la Operación Anagrama.
Tobin había vivido en la zona en el momento de su asesinato, y Earl encajaba con el tipo de víctimas a las que Tobin atacaba. Se sabía que Earl estaba nerviosa por un hombre que había conocido previamente mientras paseaba, y al parecer había descrito el encuentro con un escocés de mediana edad cerca del mismo lugar en el que se encontró su cadáver. En la investigación de 2022 sobre su muerte se descubrió que una de sus últimas conversaciones con su madre había sido sobre el encuentro con este hombre en la zona del cabo Beachy, cuando también comentó: "Ojalá los hombres estuvieran dispuestos a ser sólo amigos".
Tobin también podría situarse específicamente en Eastbourne en aquella época, ya que se descubrió que tenía vínculos con la iglesia de la Santísima Trinidad de Eastbourne, y se cree que trabajaba como manitas en la iglesia, ya que se sabía que un escocés llamado Peter trabajaba allí en 1980. Poco después de que el descubrimiento del cuerpo de Earl se hiciera público en 1989, Tobin se trasladó apresuradamente con su mujer y su hijo a gran distancia, a Bathgate (Escocia), sin informar previamente a su mujer de estos planes, lo que sugiere que tenía una razón subyacente para abandonar repentinamente la zona. Esto era notablemente similar a cómo Tobin se había trasladado repentinamente a gran distancia de Bathgate a Margate en 1991, poco después de haber asesinado a Vicky Hamilton, de 15 años, en Bathgate, lo que demostraba que tenía la costumbre de trasladarse por todo el país para evitar ser detectado por los delitos que había cometido.
En el caso del asesinato de Earl, se volvió a sugerir lo mismo, ya que se descubrió que Tobin había ingresado en un hospital de Glasgow pocos días después de que ella fuera asesinada, lo que encajaba de nuevo con su hábito de alejarse lo máximo posible tras cometer un asesinato. Cuando encontraron a Earl, también habían utilizado su sujetador para atarle las manos, y se sabía que Tobin había atado las manos de Vicky Hamilton con su sujetador cuando la asesinó.
En el libro Hunting Killers, de Mark Williams-Thomas, éste afirmó que, aunque Tobin enterraba a sus víctimas de asesinato conocidas, también llevaba a cabo crímenes meramente oportunistas, como parecía ser el caso de Earl. En 1994 atrapó en su piso a dos chicas vecinas de 14 años antes de abrir las llaves del gas y darlas por muertas, lo que indica que llevaba a cabo ataques desorganizados y aleatorios, y podría haberlo hecho contra Earl al pasar junto a ella en Beachy Head.
Como parte de la Operación Anagrama, la policía tomó muestras de ADN de los padres de Earl y de su ropa, con la esperanza de encontrar una coincidencia con la ropa o las pertenencias de Tobin. Sin embargo, la policía no pudo encontrar pruebas suficientes para acusar a Tobin del asesinato de Earl. No se pudo establecer un vínculo de ADN entre Tobin y el cuerpo de Earl mediante técnicas forenses modernas debido a que las pruebas forenses clave fueron destruidas por la policía en 1997.

### Vínculo con Louise Kay

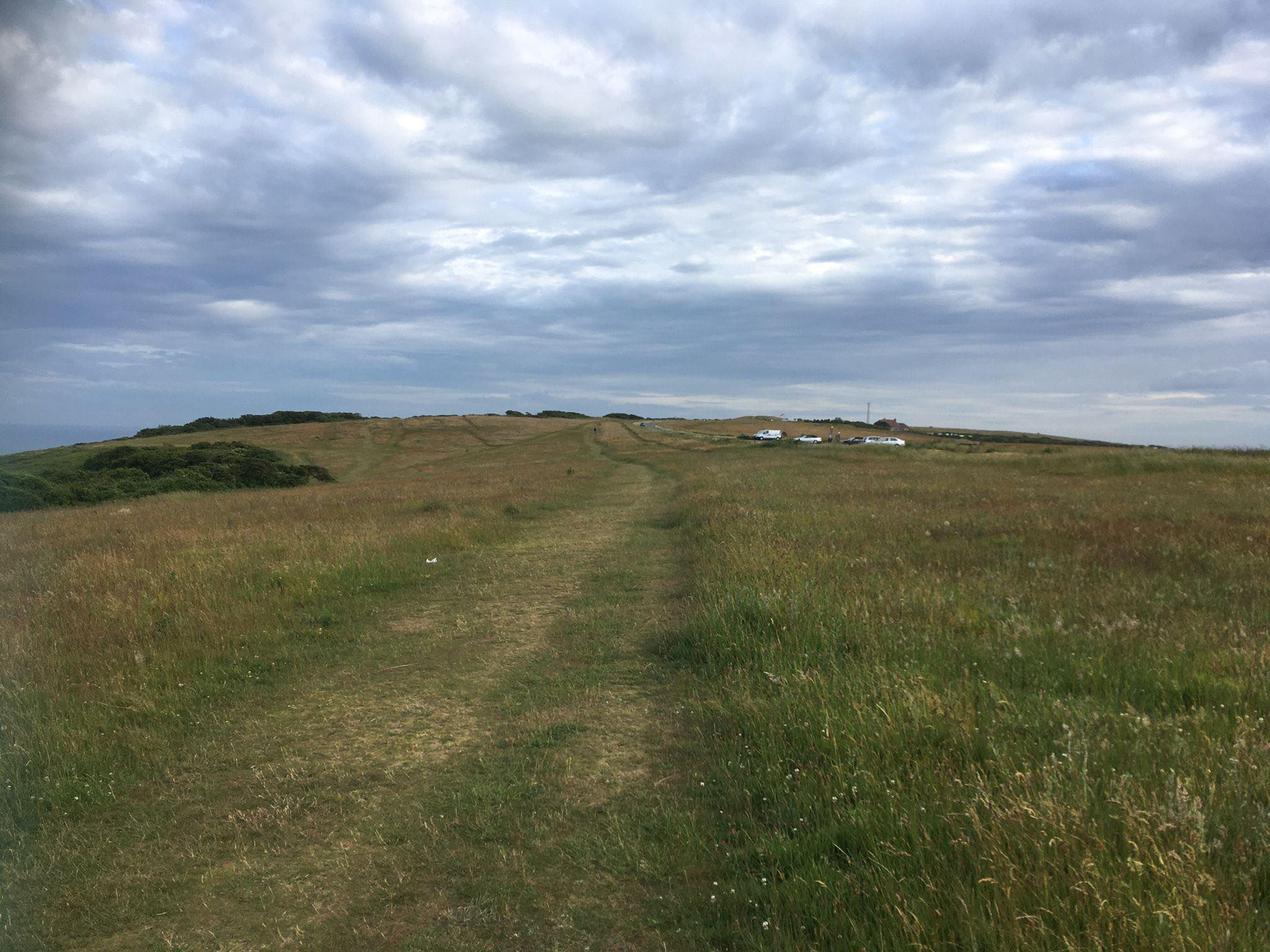
La cima de Beachy Head, mirando desde cerca del lugar donde se encontró el cuerpo de Earl. En 1988, Louise Kay, de dieciocho años, también desapareció de Beachy Head después de decir que iba a dormir en su coche en uno de los aparcamientos que aparecen en la imagen.

Aparentemente relacionado con el asesinato de Earl y con un caso similar investigado por la Operación Anagrama, estaba la desaparición de Louise Kay, de 18 años, en la misma ciudad de Eastbourne en 1988, un caso que presentaba notables similitudes con el asesinato de Earl. No sólo se había visto a ambas jóvenes por última vez en Eastbourne, sino que el último lugar conocido donde se encontraba Kay era también Beachy Head, donde se encontrarían los restos de Earl sólo un año después. Kay había salido con unos amigos la noche en que desapareció y terminó la noche dejando a su amiga en coche en su casa de Eastbourne, diciendo que iba a pasar la noche durmiendo en su coche en cabo Beachy, como hacía a menudo. Nunca se ha encontrado a Kay.
Al igual que con Earl, la Operación Anagrama estableció que Tobin también vivía en la zona en el momento de la desaparición de Kay, y se descubrió que trabajaba en un hotel de Eastbourne. El Ford Fiesta distintivo de Kay, dorado con una puerta blanca, que conducía esa noche desapareció con ella y nunca se ha encontrado, y Anagrama estableció que Tobin vendía un pequeño coche pintado a mano después de la desaparición de Kay. Kay también se había reunido con un escocés desconocido en Eastbourne unos días antes de desaparecer, que le había dado dinero para comprar gasolina. Algunas de las antiguas casas de Tobin en Brighton fueron registradas en 2010 en la creencia de que Kay podría haber sido enterrada allí, aunque no fue encontrada.

## Desarrollos posteriores
En 2018, la Policía de Sussex declaró que no tenían "ninguna prueba que implicara a Tobin o a cualquier otro individuo conocido o con nombre" en el asesinato de Earl. En ese momento no tenían ninguna línea de investigación abierta, pero revisaban el caso cada dos años. Los padres de Earl creen que Peter Tobin podría ser el responsable de su asesinato.
En 2022, la policía recogió ADN de los padres de Earl y lo cotejó con los "trofeos" y otras pruebas recogidas por David Fuller, un asesino doble que había sido condenado recientemente por matar a dos mujeres en Tunbridge Wells en 1987. Sin embargo, no se encontraron vínculos.

### Nueva investigación y reclasificación del caso
Los padres de Earl pidieron al Fiscal General que abriera una nueva investigación en junio de 2020. Declararon que su cuerpo había sido encontrado desnudo y que "siempre habían sabido que era un asesinato". En noviembre de ese año, el Fiscal General dio permiso para apelar el veredicto para una nueva investigación. El juez Michael Ellis dijo: "He llegado a la conclusión de que la investigación inicial fue insuficiente y se deberían haber seguido otras líneas de investigación. Es en interés de la justicia que la solicitud de una nueva investigación sea oída por el Tribunal Superior". En diciembre de 2021, la solicitud de una nueva investigación fue aprobada por el Tribunal Superior.
La segunda investigación sobre el asesinato de Earl se abrió en mayo de 2022, y concluyó formalmente que su muerte fue el resultado de un homicidio ilegítimo. La audiencia escuchó que Earl fue "probablemente" atada a un árbol y "posiblemente" agredida sexualmente. Una oficial que había participado en la investigación inicial declaró que "nunca tuvo ninguna duda" de que Earl había sido asesinada. El juez de instrucción James Healey-Pratt criticó la investigación policial original y puso de relieve una serie de fallos, señalando el hecho de que un informe policial realizado cuando desapareció en 1980 concluía que debía haberse suicidado debido a la "presión de los exámenes" y a la "depresión por una serie de alergias" que sufría.
Healey-Pratt afirmó que tales suposiciones habrían llevado a "gastar menos recursos" en la investigación del caso de la persona desaparecida, y declaró que "en otras palabras, tendría un efecto amedrentador en los esfuerzos policiales por investigar la desaparición de Jessie". El forense concluyó que el informe que trataba su muerte como suicidio era "erróneo y contrario a las pruebas".
Además, destacó una de las últimas conversaciones que Jessie mantuvo con su madre en mayo de 1980, en la que Jessie describía el encuentro con un hombre de mediana edad durante uno de sus paseos habituales cerca de Beachy Head. Después del incidente, Jessie le había dicho a su madre: "Ojalá los hombres estuvieran dispuestos a ser sólo amigos". Para concluir, el juez de instrucción dijo que los padres de Earl habían sido víctimas de una "injusticia sustancial".

### Respuesta de la policía de Sussex
La comisaria jefe de la policía de Sussex, Jo Shiner, respondió al resultado de la nueva investigación declarando que aceptaba plenamente los "fallos históricos de la policía de Sussex en este caso" y aceptando que "las investigaciones policiales en 1980 y 1989 fueron inadecuadas, con algunos aspectos totalmente inadecuados". Comentó que la investigación del caso seguía abierta y se comprometió a "garantizar que cualquier nueva línea de investigación se investigue de forma efectiva".